# Gaspar de Bragança

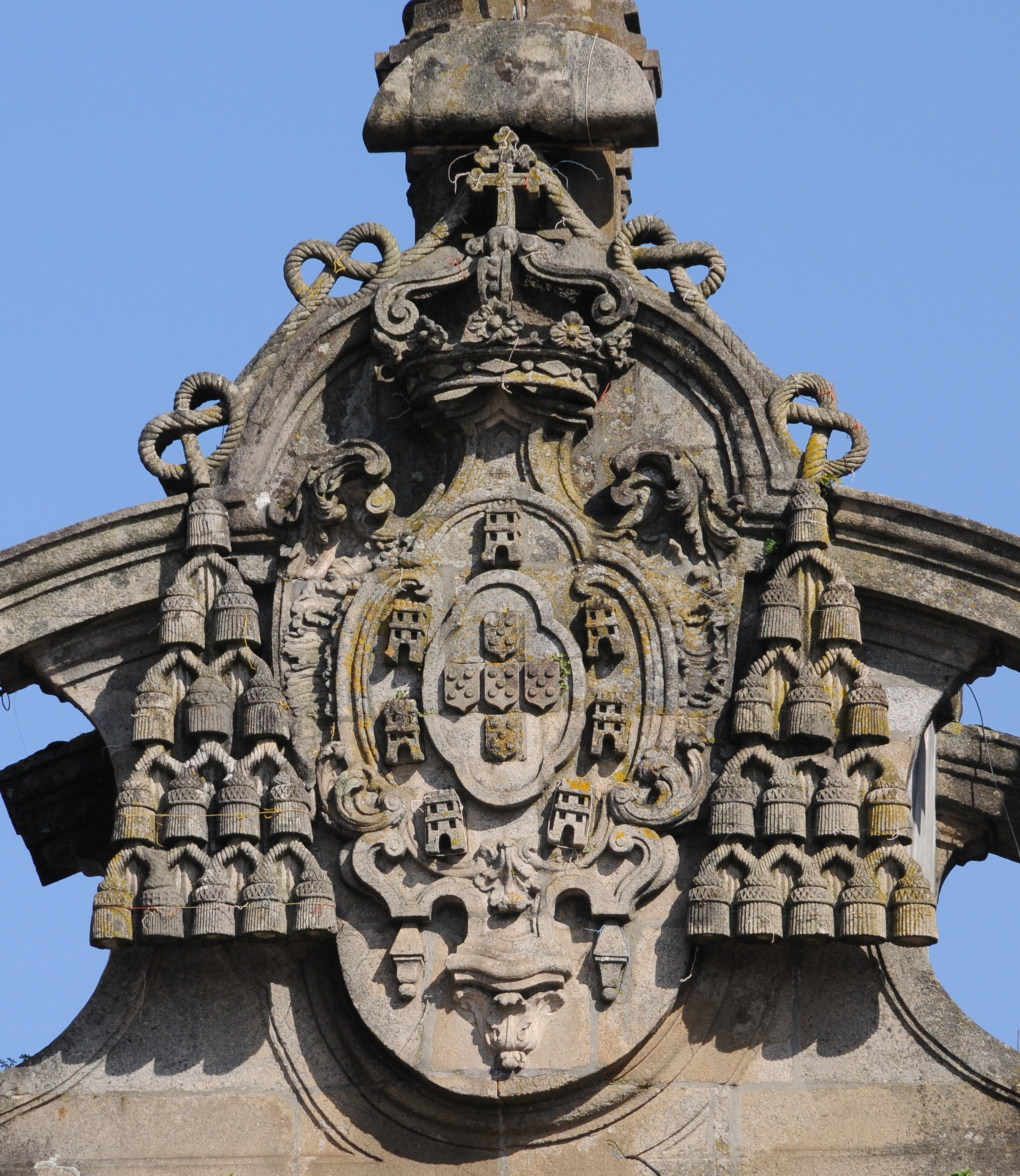
Wappen des Primas von Spanien und Erzbischofs von Braga, Gaspar de Bragança (Arco da Porta Nova, Braga, Portugal)

Gaspar de Bragança (* 8. Oktober 1716 in Lissabon; † 18. Januar 1789 in Braga) war von 1758 bis 1789 Erzbischof von Braga und damit Primas von Spanien und Portugal. Er war ein unehelicher Sohn König Johanns V. von Portugal.
| Vorgänger               | Amt                            | Nachfolger                    |
| ----------------------- | ------------------------------ | ----------------------------- |
| José Carlos de Bragança | Erzbischof von Braga 1758–1789 | Caetano da Anunciação Brandão |